# António Adão da Fonseca
António Manuel Adão da Fonseca (São Sebastião da Pedreira, 29 de janeiro de 1947) é um engenheiro civil e professor catedrático português.

## Carreira
Adão da Fonseca frequentou o Colégio Militar (1957-64), vindo a licenciar-se em Engenharia Civil na Faculdade de Engenharia da Universidade do Porto em 1971. Fez o seu doutoramento em Engenharia de Estruturas no Imperial College of Science and Technology, na Universidade de Londres em 1980.
Foi Presidente Nacional do Colégio de Engenharia Civil da Ordem dos Engenheiros no triénio 1995-1998. Foi Presidente do ECCE – European Council of Civil Engineers no quadriénio 1998-2002 e membro do Conselho Consultivo do Instituto Português do Património Arquitectónico em 2004 e 2005.
Foi professor catedrático na Faculdade de Engenharia da Universidade do Porto e responsável pela Secção de Estruturas.

## Obras
Especialista em estruturas, liderou projectos que ficaram para a história da engenharia em Portugal como:
- Ponte Infante Dom Henrique no Porto,[3]
- Ponte Pedro e Inês em Coimbra
- Pavilhão do Conhecimento e Oceanário em Lisboa[1]